# Fonte Francesa (Parque da Redenção)

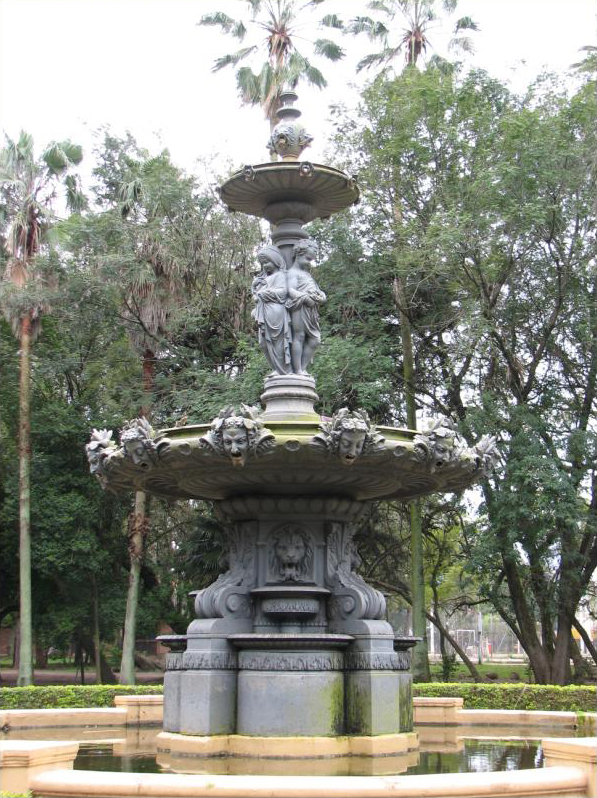
Fonte Francesa

A Fonte Francesa, também conhecida por Chafariz Imperial, é um chafariz de ferro fundido localizado no Parque Farroupilha, principal parque público da cidade de Porto Alegre, no Rio Grande do Sul, Brasil. Criado pelo escultor Carrier-Belleuse e datado de 1866, foi fabricado na França e importado para Porto Alegre juntamente com outros seis chafarizes. Com o desaparecimento sem explicação dos outros chafarizes no final do século XIX, a Fonte Francesa se tornou o único remanescente daquele período que permanece até os dias de hoje. Originalmente se encontrava na Praça da Alfândega, em frente ao antigo prédio da Alfândega, sendo transferido posteriormente para a Praça Paraíso (atual Praça XV de Novembro), permanecendo até 1925, quando novamente viria a mudar de lugar, agora para a Praça Pereira Parobé, uma praça que existia ao lado do Mercado Público de Porto Alegre, onde hoje existe o Terminal de Ônibus Pereira Parobé. Depois da enchente de 1941, foi transferido para seu lugar atual, no Recanto Europeu do Parque Farroupilha. 

## Descrição da fonte

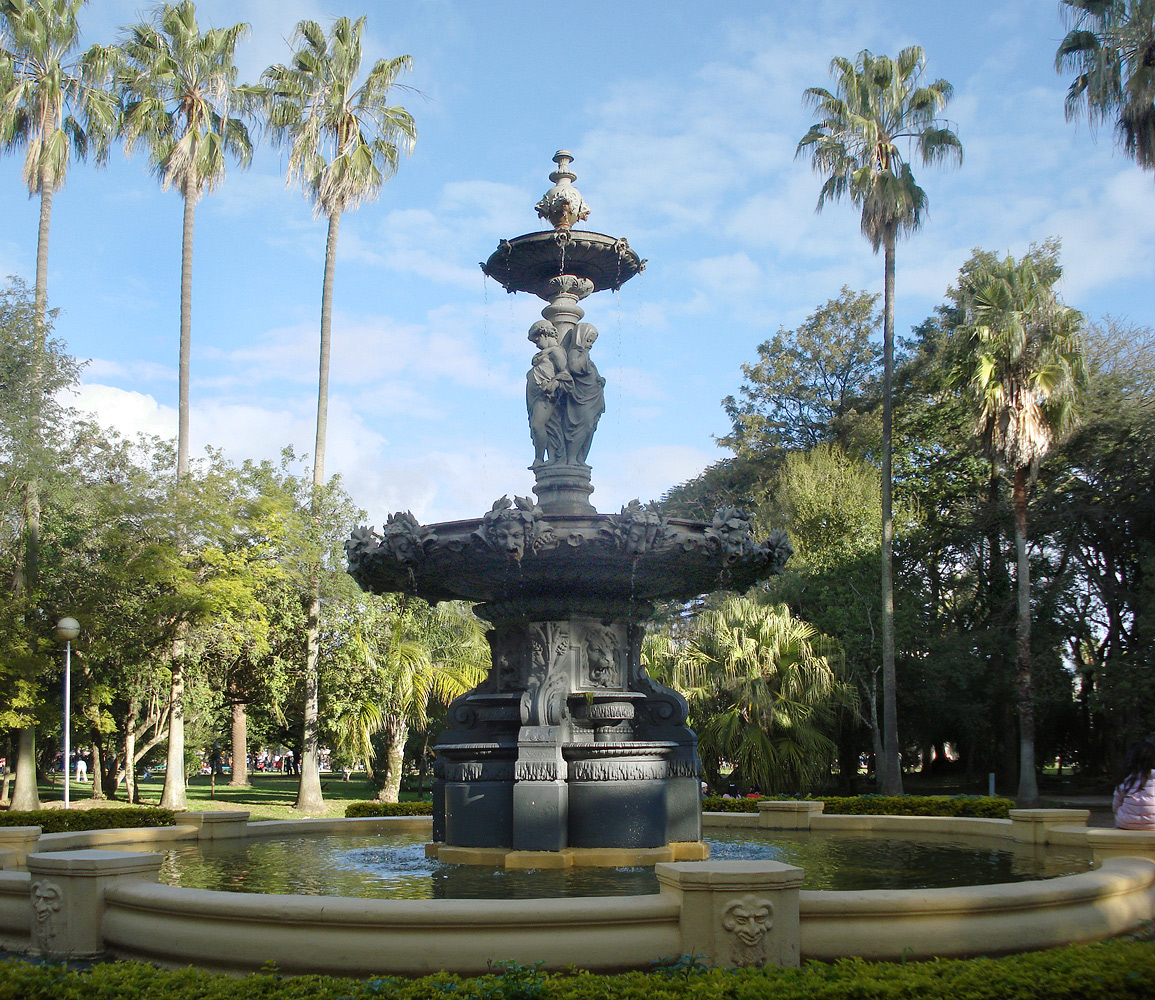

A fonte constitui um dos dois espaços que formam o Recanto Europeu, lugar que simula de modo singelo um jardim europeu, sendo o outro espaço o Pergolado Romano. Formada por duas bacias principais, a fonte se ergue no mais belo estilo neoclássico francês. De uma pinha ovalada no topo do conjunto, a água sai da boca de quatro pequenas bicas no formato de caras de leão e deságua na bacia superior da fonte, esta arredondada e possuindo oito bicas no formato de pequenas rosas de onde a água cai dando um belo toque às esculturas abaixo. Trata-se de três crianças com traços delicados e poses elegantes. Estão em suave movimento, cada uma com sua própria expressão e bem próximas umas das outras a ponto de não se poder ver a coluna que sustenta a fonte.  Suas faces parecem demonstrar calma ou reflexão, até mesmo contemplação. Abaixo delas está a bacia principal da fonte. Esta é grande e possui bicas que são rostos com expressões de raiva adornados com ramos de caniços, entre outras plantas, e pelas suas bocas a água cai finalmente na base da fonte, feita de cimento ornado com rostos.  Abaixo desta bacia existem quatro grandes caras de leão ricamente ornadas nos lados por volutas e ramos, por onde a água também sai de suas bocas, passando por duas quedas antes de cair na base da fonte. Pequenas quedas d'água onduladas e um percurso com pontes e escadas circundam toda a fonte, fato que associado a canteiros floridos, plantas topiadas e palmeiras-da-califórnia criam uma clareira no parque, causando grande impacto visual às pessoas que visitam o Recanto. Devido a sua história e beleza, a Fonte Francesa foi um dos muitos motivos que levaram ao tombamento do Parque Farroupilha pelo município em 3 de janeiro de 1997, sob o registo nº 45.